# La Victoria (Apure)
Pour les articles homonymes, voir La Victoria et Victoria.
La Victoria est la capitale de la paroisse civile d'Urdaneta dans la municipalité de Páez dans l'État d'Apure au Venezuela. Située sur la rive nord et gauche du río Arauca, elle fait face à la ville colombienne d'Arauquita.